# Víctor Djamkotchian
Víctor «Sax» Djamkotchian (Buenos Aires, 20 de mayo de 1972) es un saxofonista argentino, exintegrante de Intoxicados. También es músico de sesión y director de doblaje.
Formó parte de la banda de rock Intoxicados y por una extensa trayectoria como músico de sesión en los circuitos del jazz, funk, pop y rock.
Sus trabajos más destacados son su participación en Intoxicados como saxofonista y en coros, La Djamko, su propio grupo, y Acid jazz performance en la agrupación Zebra de José Mirelli.
Participó en la película Soy rock y el DVD de Intoxicados, Otro día más en el planeta Tierra.
Posee un estudio de grabación llamado El Monte Estudio.